# Bitter Suites to Succubi
Bitter Suites to Succubi é o terceiro EP da banda Cradle of Filth lançado em 2001, que inclui seis músicas inéditas, três de The Principle of Evil Made Flesh, ("The Principle of Evil Made Flesh", "Summer Dying Fast" e "The Black Goddess Rises"), e ainda um cover de The Sisters of Mercy.
| Críticas profissionais                                                      | Críticas profissionais |
| Avaliações da crítica                                                       | Avaliações da crítica  |
| Fonte                                                                       | Avaliação              |
| --------------------------------------------------------------------------- | ---------------------- |
| allmusic                                                                    | [ 1 ]                  |
| Esta tabela precisa de ser acompanhada por texto em prosa. Consulte o guia. |                        |

## Faixas
| N.º            | Título                                       | Duração |  |
| 1.             | "Sin Deep My Wicked Angel"                   | 2:23    |  |
| 2.             | "All Hope in Eclipse"                        | 6:39    |  |
| 3.             | "Born in a Burial Gown"                      | 4:46    |  |
| 4.             | "Summer Dying Fast"                          | 5:21    |  |
| 5.             | "No Time to Cry" (cover de Sisters of Mercy) | 3:22    |  |
| 6.             | "The Principle of Evil Made Flesh"           | 4:49    |  |
| 7.             | "Suicide and Other Comforts"                 | 6:57    |  |
| 8.             | "Dinner at Deviant's Palace"                 | 2:59    |  |
| 9.             | "The Black Goddess Rises II"                 | 7:22    |  |
| 10.            | "Scorched Earth Erotica"                     | 4:56    |  |
| Duração total: | Duração total:                               | 49:34   |  |

## Posições em tabelas musicais
| Ano  | Tabela                       | Posição máxima |
| ---- | ---------------------------- | -------------- |
| 2001 | Top Independent Albums (USA) | 11             |
| 2001 | Finnish Albums Chart         | 17             |
| 2001 | Heatseekers Albums (USA)     | 18             |
| 2001 | Austrian Albums Chart        | 36             |
| 2001 | German Albums Chart          | 45             |
| 2001 | UK Albums Chart              | 63             |
| 2001 | GfK Dutch Chart              | 73             |
| 2001 | French Albums Chart          | 89             |